# Patinação de duplas
A patinação de duplas é uma modalidade da patinação artística na qual dois patinadores, uma mulher e um homem, patinam nos mesmos segmentos. A patinação de duplas utiliza elementos da patinação individual adicionando acrobacias específicas como levantamentos e death spirals. 
A disciplina pertence ao calendário olímpico, e é regulada pela União Internacional de Patinação (International Skating Union).

## Competições
A competição da patinação de duplas consiste na disputa do programa curto e do patinação livre (também conhecido por programa longo), e normalmente disputado ao longo de dois dias. Em competições como os campeonatos mundial e europeu, o programa curto serve de eliminatória para a patinação livre. 
Normalmente as duplas são separadas em grupos de aquecimento e geralmente há um sorteio para decidir a ordem das duplas. Na patinação livre, a ordem dos grupos para o aquecimento e disputa são definidos pelos resultados do programa curto.